# Tatung
Tatung (chinesisch 大同公司, Pinyin Dàtóng gōngsi) ist ein taiwanischer Hardwarehersteller und wurde 1918 von Lin Shan-Chih gegründet. Das Unternehmen wurde nach dem alten Stadtviertel 大同,  Dàtóng von Taipeh benannt und ist einer der weltweit größten Hersteller von Informationssystemen.
Tatung beschäftigt 35.000 Mitarbeiter und verfügt über eine Produktpalette von 300 verschiedenen Produkten in über 100 Ländern.
Tatung hat jahrelange Erfahrung als Original Equipment Manufacturer (OEM) und Original Design Manufacturer (ODM) für weltbekannte Marken wie beispielsweise Sony und Hitachi.
Im Zuge der Weltmarkterschließung entstanden der zusätzliche Firmensitz in Long Beach (Kalifornien) in den USA und eine Fabrik in Bridgenorth im Vereinigten Königreich, welche durch kleinere Teilfabriken ersetzt wurde.
Tatung stellt unter anderem Personal Computer, Plasmabildschirme, Mediaplayer, Bildtelefone, Bladeserver und Haushaltsgeräte her. In Taiwan wurde Tatung unter anderem durch die Herstellung von Fernsehern zu einem Begriff für Haushaltsgeräte. Die Käufer erhielten damals ein Tatung-Männchen als Beigabe, welches heute hohen Sammlerwert besitzt. Auch ist der elektrische Topf (chinesisch 大同電鍋 / 大同电锅) jedem Taiwaner ein Begriff.
Weiter produziert Tatung PC-Hardware auf OEM-Basis für Hewlett-Packard, Compaq, und Dell.